# Пежо тип 5
Пежо тип 5 (фр. Peugeot Type 5) је моторно возило произведено између 1894. - 1896. од стране француског произвођача аутомобила Пежо у њиховој фаубрици у Валентину. У том раздобљу је укупно произведено 14 јединица.
Возило покреће двоцилиндрични четворотактни мотор постављен позади, а преко ланчаног погона је пренет погон на задње точкове. Његова максимална снага била је 1-2,5 кс, запремина 565 cm³.
Међуосовинско растојање возила је 130 цм, дужина 215 цм. размак точкова 115 цм. ширина 132 цм и висина 135 цм. Каросерија је двосед.

## Галерија
- Пети журнал од 6. августа 1894 год.
- Пежо тип 5 у Сошоу